# Hermann Muckermann
Hermann Muckermann, född 30 augusti 1877 i Bückeburg, död 27 oktober 1962 i Berlin, var en tysk rasbiolog.
Muckermann ingick 1896 i jesuitorden och var 1902–07 professor i matematik och naturvetenskap vid olika ordensinstitut. År 1926 fråntogs han ordenslöfterna, och blev 1927 chef för avdelningen för (eugenik) vid Kaiser Wilhelm Institut für Anthropologie i Berlin. Bland Muckermanns skrifter märks Kind und Volk (1919, 16:e upplagan 1933), Erblichkeitsforschung und Wiedergeburt vor Familie und Volk (1919, 4:e upplagan 1925), samt Eugenische Eheberatung (1931). Från 1921 utgav han tidskriften Das kommende Geschlecht och 1930 tidskriften Eugenik.